# ヒルズボロ交響楽団
ヒルズボロ交響楽団（英: Hillsboro Symphony Orchestra; HSO）は、アメリカ合衆国オレゴン州のポートランド都市圏のヒルズボロ市を本拠地とするアマチュアオーケストラである。2001年に設立され、現在はSharon Northeの指揮の下、65人の演奏家が活動している。毎年、3回の演奏会をリバティー高等学校で開いている。また、下部組織として5組のアンサンブルを構えており、地域のさまざまな行事で活動を行っている。

## 歴史
ヒルズボロ交響楽団は2001年春、マイク・グレーブズ、バーバラ・ハンソン、モーガン・ブラウンらを中心として設立した。非営利団体として組織された同交響楽団は、ポートランドまで通い続けることに疲れたり、地元に音楽団体がないために演奏をやめてしまったりしたアマチュア音楽家に対して、オーケストラに参加する機会を与えることを目的とした。創設当初、演奏の練習はヒルズボロ高等学校で行われ、ヒルズボロだけでなく近隣にあるフォレストグローヴやビーバートンの愛好家を惹きつけた。
練習は2001年9月に始まり、当時30人のメンバーを構えていた楽団は年3回コンサートを行うことを計画した。初代指揮者には、1970年から1984年までポートランド・オペラで指揮者を務めていたStefan Mindeが就任した。演奏メンバーは地元の高校生から主婦まで多岐に及んだ。第1回の演奏会は2001年11月16日、ヒルズボロのJ. B. トーマス中学校で開かれ、500人近い観客を呼んだ。第1回コンサートは無料で開かれ（その後も初期のコンサートは無料で行われた）、リヒャルト・ワーグナー、ヨハネス・ブラームス、ジョアキーノ・ロッシーニらの作品が取り上げられた。楽団の歴史がまだ浅かった当時、ポートランドのメトロポリタン・ユース交響楽団やフォレストグローヴのパシフィック大学から楽譜を寄付されていた。
第2回演奏会は、ヒルズボロ高等学校の新しいオーディトリアムで行われた。2002年3月に開催されたが、この時点までに楽団のメンバー数は40人近くまで膨れ上がっていた。Mindeは2003年に楽団を去り、Sharon Northeが指揮者として後を継いだ。2004年までにコンサートは新しく建てられたリバティー高等学校のオーディトリアムに移り、アーロン・コープランドらを取り上げた2004年春季コンサート「アメリカ音楽の名曲たち Collection of America's Favorite Music」が開催された。同年秋季には「オーストリアの夢想 An Austrian Reverie」と題した演奏会が開かれ、ヴォルフガング・アマデウス・モーツァルト、ルートヴィヒ・ヴァン・ベートーヴェンらが取り上げられた。
2005年3月に行われた冬季演奏会では、フィンランドの作曲家ジャン・シベリウスが主に取り上げられた他、『ハリー・ポッター』のテーマ曲が取り上げられ、オレゴン動物園からオウムが呼ばれた。2006年12月までに、Sharon Northeの指揮の下、楽員数は65人に成長した。2006年12月の演奏会「ロシアン・ラプソディーズ」（Russian Rhapsodies）では、ロシアの諸作曲家が取り上げられた。
2007年11月から12月にかけて、「音楽の打ち出の小槌」（A Musical Horn of Plenty）と題されたコンサートが開かれた。2007年12月、ヒルズボロ交響楽団は地域芸術文化評議会（Regional Arts & Culture Council）から1,318米ドルの助成金を授与された。この助成金は、楽団が2008年5月に「海賊」を主題にする演奏会をリバティ高等学校で開催することを目的とした。2008年3月、楽団はノーマン・レイデンが手配した演奏会「レイデン・マジックの片鱗」（A Glimpse of Leyden Magic）を開催した。2009年3月の演奏会では、「海岸に下って」（Down by the Sea）と「ビッグバンドへの敬礼」（A Salute to the Big Bands）という2つのタイトルが取り上げられた。2010年3月の演奏会では、「古代の旋律の夜明け」（Dawn of Ancient Melodies）というタイトルの下、オットリーノ・レスピーギとエリオット・デル・ボーゴの作品が取り上げられた。この演奏会ではベリーダンサーによる演技も行われた。

## 詳細
ヒルズボロ交響楽団は、全てボランティアで行われている地域密着型のオーケストラである。非営利楽団であり、年に3回の演奏会を開催している（3月、5月、12月）。1シーズンは12月に始まる。楽団員は高校生から医師、教師、技師まで多岐に及ぶ。楽団員は、ポートランド都市圏西部のワシントン郡全域から集まっている。2003年からSharon Northeが指揮者を務めており、2008年からはFrank Kennyが楽団代表を務めている。